# 罗伯特·迈尔斯
罗伯托·孔奇纳（意大利语：Roberto Concina，義大利語發音：[roˈbɛrto konˈtʃiːna]）（1969年11月3日—2017年5月9日）, 其艺名为罗伯特·迈尔斯（英语：Robert Miles）是一位意大利唱片制作人、作曲家、音乐家和唱片骑师（DJ）。 他于1995年创作的歌曲《Children》销量超过500万张，位居全球排行榜榜首。

## 早年生活
罗伯特·迈尔斯出生于瑞士弗勒里耶，父母是意大利人。
迈尔斯小时候随家人搬到意大利弗留利的法加尼亚小镇并在那里学会了弹钢琴，1984年起开始涉足音乐界。在他曾在一些意大利俱乐部和私人广播网络担任唱片骑师，1990年，他用自己的积蓄建立了自己的录音室和海盗/地下电台站。他最初以罗伯特·米拉尼 (Robert Milani) 的名字进行表演，后来为了“迎接未来的音乐之旅”，他将自己的姓氏改为迈尔斯 (Miles)。

## 逝世
2017年5月9日，迈尔斯在西班牙伊维萨岛因转移性癌症去世，享年47岁。
不久之后，迈尔斯的OpenLab（直译：开放实验室）电台停播，等待有关电台未来的讨论。在收到许多用户留言表达对电台停播的不满后，电台宣布将于2019年回归，首先于2019年1月进行现场直播，随后于2019年4月在伊比沙岛的106.4FM调频电台重新开播。

## 音乐作品
录音室专辑
- 《Dreamland》（梦境） (1996年)
- 《23am（英语：23am）》（凌晨23点） (1997年)
- 《Organik（英语：Organik）》（有机的） (2001年)
- 《迈尔斯_古尔图（英语：Miles_Gurtu）》 (与特里洛克·古尔图（英语：Trilok Gurtu）) (2004年)
- 《十三（英语：Thirteen (Robert Miles album)）》 (2011年)

## 更多阅读
- . Future Music（英语：Future Music）. No. 47 (Future Publishing). September 1996: 62. ISSN 0967-0378. OCLC 1032779031.